# Josef von Fiedler
Josef svobodný pán von Fiedler (německy Joseph Freiherr von Fiedler) (17. března 1786 Mohelnice – 28. října 1876 Eger) byl rakouský generál. V armádě sloužil od napoleonských válek, poté byl důstojníkem u různých jednotek po celé monarchii. Jako vojevůdce se prosadil v revolučních letech 1848–1849 a v roce 1849 dosáhl hodnosti polního podmaršála. V závěru aktivní kariéry byl v letech 1853–1859 velitelem v Praze. Po odchodu do výslužby získal titul barona (1859).

## Životopis
Narodil se v Mohelnici jako syn lékaře a městského radního Johanna Fiedlera. Do armády vstoupil jako kadet v roce 1806, zúčastnil se tažení v roce 1809 a bojů v letech 1813–1814 se zúčastnil již jako nadporučík. V závěru napoleonských válek padl v roce 1815 v Belgii do zajetí. Později sloužil v Itálii, kde se vyznamenal v bojových akcích proti revolučním hnutím a rychle postupoval v hodnostech (rytmistr 1823, kapitán 1824). Později sloužil v Uhrách, kde byl v roce 1835 povýšen na podplukovníka u pěšího pluku č. 39., později byl zástupcem velitele u pěšího pluku č. 50. V roce 1843 dosáhl hodnosti plukovníka a byl jmenován velitelem 51. pěšího pluku.
V revolučním roce 1848 byl v únoru povýšen do hodnosti generálmajora a během povstání v Haliči bombardoval Lvov. V letech 1848–1849 se pod velením generála Šlika zúčastnil bojů proti maďarským povstalcům. V roce 1849 dosáhl hodnosti polního podmaršála, poté byl velitelem divize u 10. armádního sboru v Haliči a krátce velitelem v Krakově. V letech 1853–1859 zastával funkci velitele pevnosti a vojenské posádky v Praze. V armádě byl penzionoán k datu 30. srpna 1859. Na penzi žil nejprve v Kroměříži, kde sídlil pluk č. 3, jehož byl majitelem. Tato jednotka byla v roce 1866 přeložena do Prahy a následně do Brna. Sám Fiedler se v té době usadil u svého mladšího syna v Uhrách, zemřel v Egeru v roce 1876 ve věku 87 let a byl pohřben v místní katedrále. 
V roce 1839 byl nobilitován s titulem šlechtic (Edler von Fiedler). Po odchodu do výslužby byl povýšen do stavu svobodných pánů (1859). Byl nositelem Vojenského záslužného kříže a portugalského Řádu avizských rytířů. Od roku 1853 byl čestným majitelem pěšího pluku č. 3.

## Rodina
Během vojenské služby v Itálii se v roce 1820 v Brescii oženil s Henriettou Girardovou de la Sensée (1800–1887). Z jejich manželství se narodili dva synové, Konstantin (1821–1864) a Friedrich (1827–1876), oba sloužili v c. k. armádě. Důstojníky rakousko-uherské armády byli i potomci v dalších generacích. Vnuk Heinrich (1856–1932) dosáhl hodnosti polního podmaršála a za první světové války zastával post viceprezidenta Nejvyššího vojenského soudního dvora.